# École genevoise de diplomatie
Ne doit pas être confondu avec Institut de hautes études internationales et du développement.
 (août 2019).
La Geneva School of Diplomacy and International Relations (GSD) est une entreprise privée à but lucratif située à Genève, en Suisse, qui vend une expérience éducationnelle et est le sujet de controverses médiatiques à la suite d'accusations concernant son manque d'accréditation universitaire et sa représentation exagérée de partenariats avec des universités étrangères,,,,.

## Enquêtes médiatiques
Une enquête médiatique du Geneva Observer a révélé en 2022 que la Geneva School of Diplomacy (GSD) faisait partie d'universités privées genevoises caractérisée par: "Diplômes non reconnus, mauvaise gestion et pratiques commerciales louches semblent être monnaie courante.", Une seconde enquête aussi publiée en 2022, celle-ci de Swissinfo, porte aussi ombrage à la réputation de l'école genevoise. Une troisième enquête médiatique menée par la Radio Télévision Suisse a révélé que GSD faisait partie des entreprises suisses proposant « des formations coûteuses non reconnues par les autorités académiques suisses ».
GSD est une incorporée comme Société anonyme en Suisse,. La GSD ne fait pas partie des institutions reconnue par le gouvernement suisse à titre d'université. L'universitaire chinois Xiang Lanxin (en) a qualifié GSD d' "école de poulet sauvage... une expression de langue chinoise utilisée pour désigner quelque chose qui n'est pas sous licence."

## Campus
Le campus est situé sur le domaine du château de Penthes, un manoir du XIVe siècle doté d'un parc et offrant une vue sur le lac Léman et le Mont Blanc. L'école propose des programmes de premier cycle et de troisième cycle à un petit nombre d'étudiants. Les programmes aboutissent à des bachelors, des masters, masters exécutifs ou doctorat en relations internationales qui ne sont pas reconnus par l'état. Les cours sont organisés selon les thèmes suivants : désarmement et sécurité, économie et développement, histoire, droit international, théorie des relations internationales, études de cas régionales, études sociales et culturelles, diplomatie bleue, diplomatie verte, ainsi que dans d'autres domaines spécialisés dans les affaires internationales.

## Admissions
Les candidats sont évalués sur la base de leurs résultats scolaires antérieurs et de leurs perspectives de croissance et de développement personnels, comme en témoignent les résultats scolaires, une déclaration d'intention et des lettres de recommandation. L'école se réserve le droit de demander un entretien d'évaluation personnel avant ou après la soumission de la candidature.

## Institut Globecraft
L'Institut Globecraft de l'École de diplomatie et de relations internationales de Genève est un centre autonome de recherche sur des questions politiques, juridiques et économiques avant-gardistes et urgentes. L’Institut étudie et étudie des questions telles que les politiques en matière de technologie et de propriété intellectuelle, les problèmes énergétiques, la pénurie mondiale d’eau, le développement international, la résolution des conflits, les causes profondes de la guerre pour faire progresser la paix et les droits de l’homme à l’échelle mondiale. L’Institut emploie un personnel restreint pour son programme de recherche et de publication et accueille à tour de rôle des universitaires en tant que professeurs invités.

## Programme de stage
Les étudiants GSD de niveau Bachelor et Master ont la possibilité de faire des stages dans le cadre de leur programme en relations internationales. [à vérifier]
Afin d'aider les étudiants dans leur recherche de stage, GSD a développé des accords réguliers avec un réseau d'organisations[à vérifier], tirant parti de son emplacement à Genève et de la présence à proximité de missions diplomatiques, d'organisations multilatérales, d'agences gouvernementales, d'ONG, de sociétés privées multinationales, etc.
Dans le passé, des étudiants ont été internés à l'OIT, le CICR, l'UNOCHA, le PNUE, le HCR, le HCDH, l'OIM, l'OMS, le CTI, l'IATA, l'UIT, l'ONU, l'UNESCO, l'UNCTAR, la CNUCED, le Centre international de justice de Genève, la Fondation Voir Mission, Organisation égyptienne des droits de l'homme, Reporters sans frontières, Organisation internationale de défense civile, UNPBSO et plusieurs missions permanentes à Genève.[à vérifier] Également au siège des Nations unies à New York ainsi que dans les institutions des Nations unies à Vienne et à Rome. [à vérifier]

## Président
Colum de Sales Murphy cumule plus de 30 ans d'expérience au sein des Nations unies en tant que spécialiste des droits de l'homme, responsable politique auprès du Conseil de sécurité et membre de missions de maintien de la paix.{{référence nécessaire}} En tant que haut responsable des Nations unies en Bosnie, Murphy a négocié le cessez-le-feu de l’hiver de 1994 et a été l’architecte du futur accord de cessation des hostilités.{{référence nécessaire}}